# 泡瀬倉庫地区
泡瀬倉庫地区（あわせそうこちく、英語: Awase Storage Area）は、沖縄県北中城村にあったアメリカ軍の弾薬庫（施設番号:FAC6049）。1972年沖縄返還協定で名称が泡瀬弾薬庫地区から泡瀬倉庫地区に変更され、1973年に全返還された。

## 概要
北中城村のアメリカ軍泡瀬ゴルフ場やライカムの南側に位置する。名称は泡瀬弾薬庫地区であった。東側の泡瀬飛行場に付随する弾薬庫であったと考えられる。
- 旧称「泡瀬弾薬庫地区」(Awase Ammunition Storage Annex)
- 改称「泡瀬倉庫地区」(Awase Storage Area)[3]
- 場所:北中城村字渡口、字仲順
- 面積:約129,500平方メートル（1972年時点）
- 施設番号:FAC6049
- 用途:弾薬庫（覆土式）[4]

- 1945年4月:アメリカ軍の沖縄上陸から数日間で占領、アメリカ陸軍が野戦用兵舎として使用[4]。

- 1972年5月15日:沖縄返還協定によって「泡瀬弾薬庫」から「泡瀬倉庫地区」へと名称変更され、アメリカ軍に提供された。

- 使用主目的:倉庫地区

- 1973年6月30日:全返還

返還後は、村立幼稚園、村立中央公民館、商工研修施設や社会福祉センターなどの公共施設として跡地利用されている。

## 参考項目
沖縄の米軍基地
- 泡瀬飛行場
- 泡瀬ゴルフ場
- 米国民政府